# منك

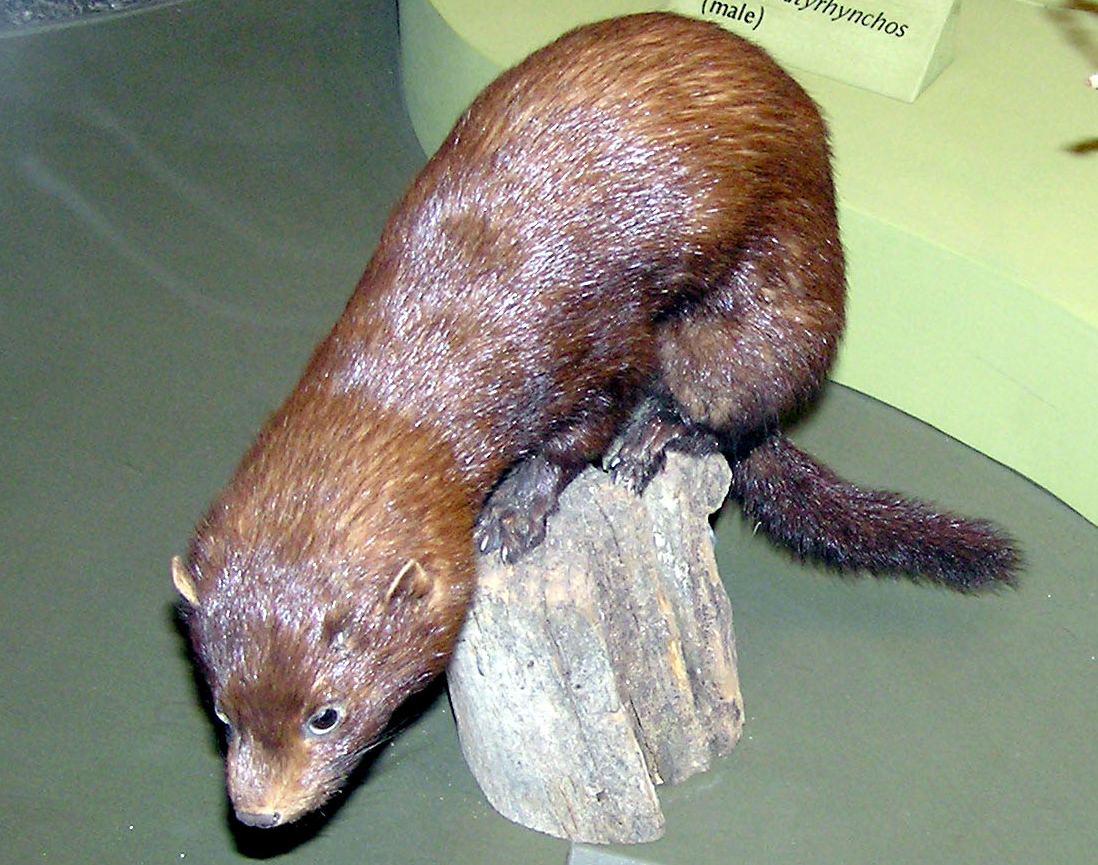
منك أمريكي

المنك (الاسم العلمي: Mink) هو حيوانٌ لاحم صغير تتميز أنواعه الموجودة بأمريكا الشمالية بفروها الثمين، ويتواجد أيضاً في أوروبا. يعيش حتى عمر 10 أو 12 سنة.
هو حيوان من فصيلة الثدييات ويعيش في النصف الشمالي من الكرة الأرضية، وهنالك نوعان منه: المنك الأمريكي والمنك الأوروبي.
يمتاز المنك بفروة لونها بني غامق ووجود علامات بيضاء على رقبته وصدره والأجزاء  السفلية من جسمه ،ولديه ذيل طويل طوله بين 13 إلى 23 سم ،يصل وزنه إلى 2 كيلوغرام وتكون إناثه حجمها أصغر ووزنها أقل نسبة إلى الذكور، وطوله يتراوح بين 30 إلى 50 سم لديه أربع أرجل قصيرة وعنق طويل وسميك ورأسه عريض مع أذنين قصيرتين.
يتغذى على اللحوم وغالبا يتغدى على الكائنات الحية الآتية: الضفادع ،السمندل ،الأسماك، جراد البحر، الفئران ،الطيور المائية وبيضها.
يكون المنك نشط ليلا ويرتاح خلال النهار، يعيش بالقرب من الماء غالبا كونه يجد طعامه في المناطق القريبة من الماء ،حيث يدخل المنك في الثقوب والشقوق وبرك المياه العميقة بحثا عن أي فريسة مختبئه. في تلك الأماكن يستطيع السباحة بقوة ورشاقة عالية ،ويعيش بشكل منفرد ومستقل وليس في جماعات باستثناء موسم التزاوج.
موسم التزاوج يكون في فصل الربيع بين أواخر فبراير ونهاية مارس تحديدا ،ولا يلتزمون بشريك واحد فقط، تستمر فترة الحمل عند الإناث حوالي 51 يوما قد تحمل أنثى المنك ما يتراوح بين 2 إلى 8 صغيرا في المرة الواحدة وتعتني بصغارها دون مساعدة الذكور، وعندما يصبح عمر الصغار 6 أشهر تصبح مستقلة وقادر على العناية بنفسها دون مساعدة الأم .

## وصلات خارجية
- حكم حيوان المنك، وحكم استخدام زيته - دار الإفتاء المصرية